# Kuitenbijter
Kuitenbijter is een sportterm die meerdere betekenissen heeft. Hij kan verwijzen naar iemand die zeer volhardend, gedreven te werk gaat en niet loslaat voordat resultaten bereikt zijn. 

## Voetbal
In het voetbal wordt met een kuitenbijter een hardnekkige mandekker bedoeld, met name een verdediger die zijn 'mannetje' (meestal een trefzekere spits) elke ruimte of aanspeelmogelijkheid probeert te ontnemen. Kuitenbijters staan bekend om hun gedrevenheid, waarmee vaak hun gebrek aan technische capaciteiten ruimschoots wordt gecompenseerd. Kuitenbijters kunnen vaak op de steun van de fanatieke aanhang rekenen: verzaken is hen onbekend. Enkele bekende kuitenbijters zijn: Theo Bos, Jan Gaasbeek, Maarten de Jong, Joop Gall, Ger Senden, Björn van der Doelen en Jan van Halst.

## Wielrennen
In de wielersport betekent het woord een zeer venijnige helling van het parcours zoals een lastige col in de Alpen of Pyreneeën in de Ronde van Frankrijk. Van Dale geeft als betekenis van het woord in zijn Wielerwoordenboek aan: "deel van een parcours, m.n. een wielerparcours, met veel hellingen". Met name de Zuid-Limburgse en Belgische (Waalse) hellingen hebben een typisch 'kuitenbijter-karakter', kort en venijnig van aard.